# Concierto para piano n.º 21 (Mozart)
El Concierto para piano n.º 21 en do mayor, K. 467, de Wolfgang Amadeus Mozart fue completado el 9 de marzo de 1785 y estrenado un día después, el día 10 de marzo, en el Teatro de la Corte Imperial y Real de Viena, en un concierto promocionado por el mismo Mozart. Este es uno de los conciertos para piano más populares del compositor.

## Orquestación y estructura
Además del piano solista, la pieza está orquestada para una flauta, oboes, fagotes, trompas (todos estos en pares), timbales y cuerdas.

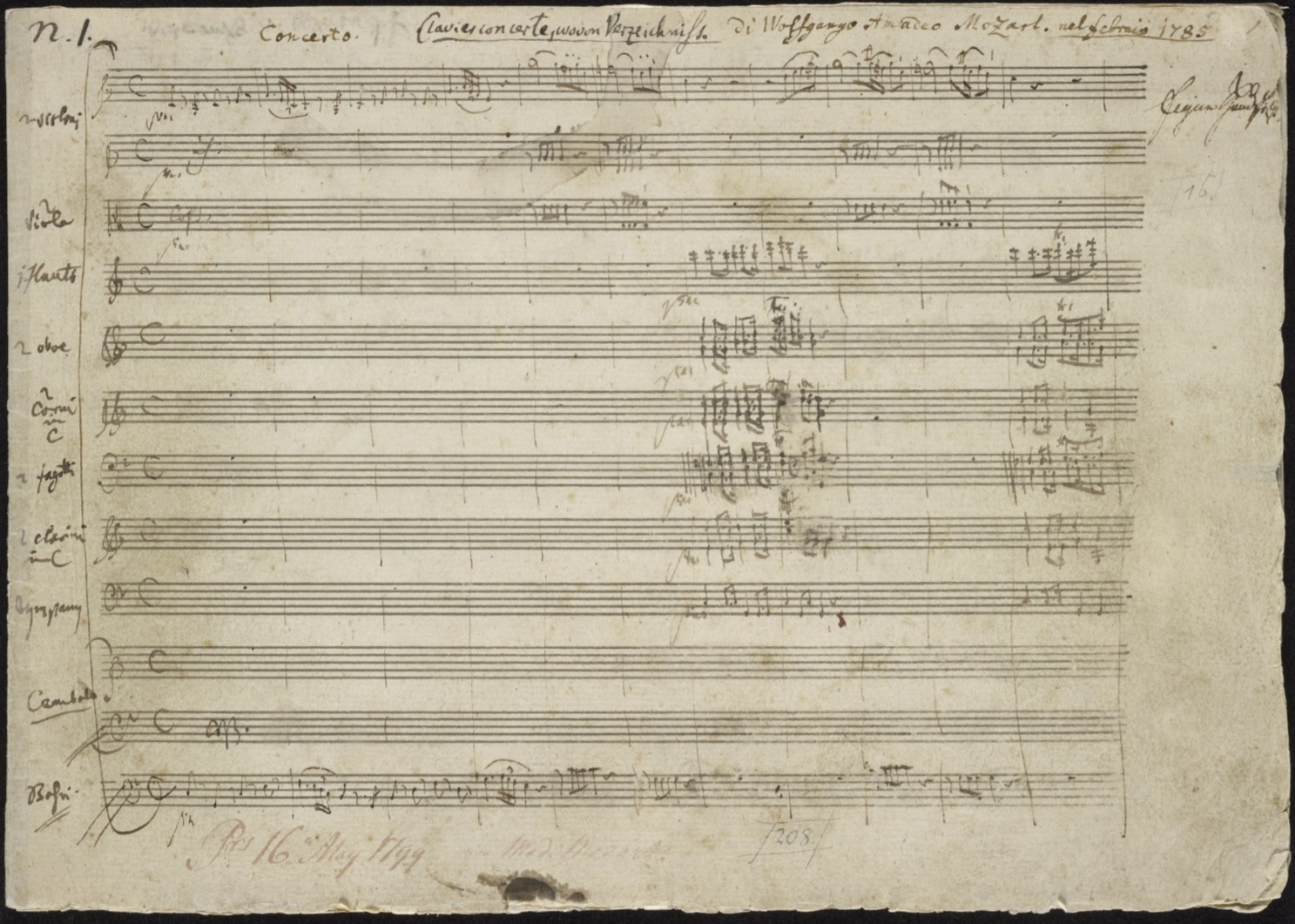
Primera página del manuscrito autógrafo.

Está estructurado en tres movimientos:
1. Allegro maestoso
El primer movimiento se inicia de forma tranquila con una alegre marcha en las cuerdas bajas que es respondida por las cuerdas altas y los vientos-madera. De seguida un alegre arrebato se mezcla con el tema principal. El piano hace una entrada tranquila con una configuración en forma de escala (compás 74) que desemboca en una corta cadenza (compás 79) que termina en un trino antes de que toda la orquesta repita el tema principal. El piano elabora un poco más antes de agregar otra idea en sol mayor, que es precedida por un pasaje en la extraña escala de sol menor (compás 109). El tema principal se presenta en sol mayor, y pasa por escalas por parte del solista mientras los vientos-madera interpretan una figura melancólica. Esto pronto transita al tranquilo inicio y una reexposición en la tonalidad principal de la idea presentada anteriormente en sol mayor. Pronto, el tutti lleva el movimiento a una cadenza antes de la orquesta lo concluya con la sección final del inicio, ligeramente modificado para terminar en una nota tranquila pero distinta.

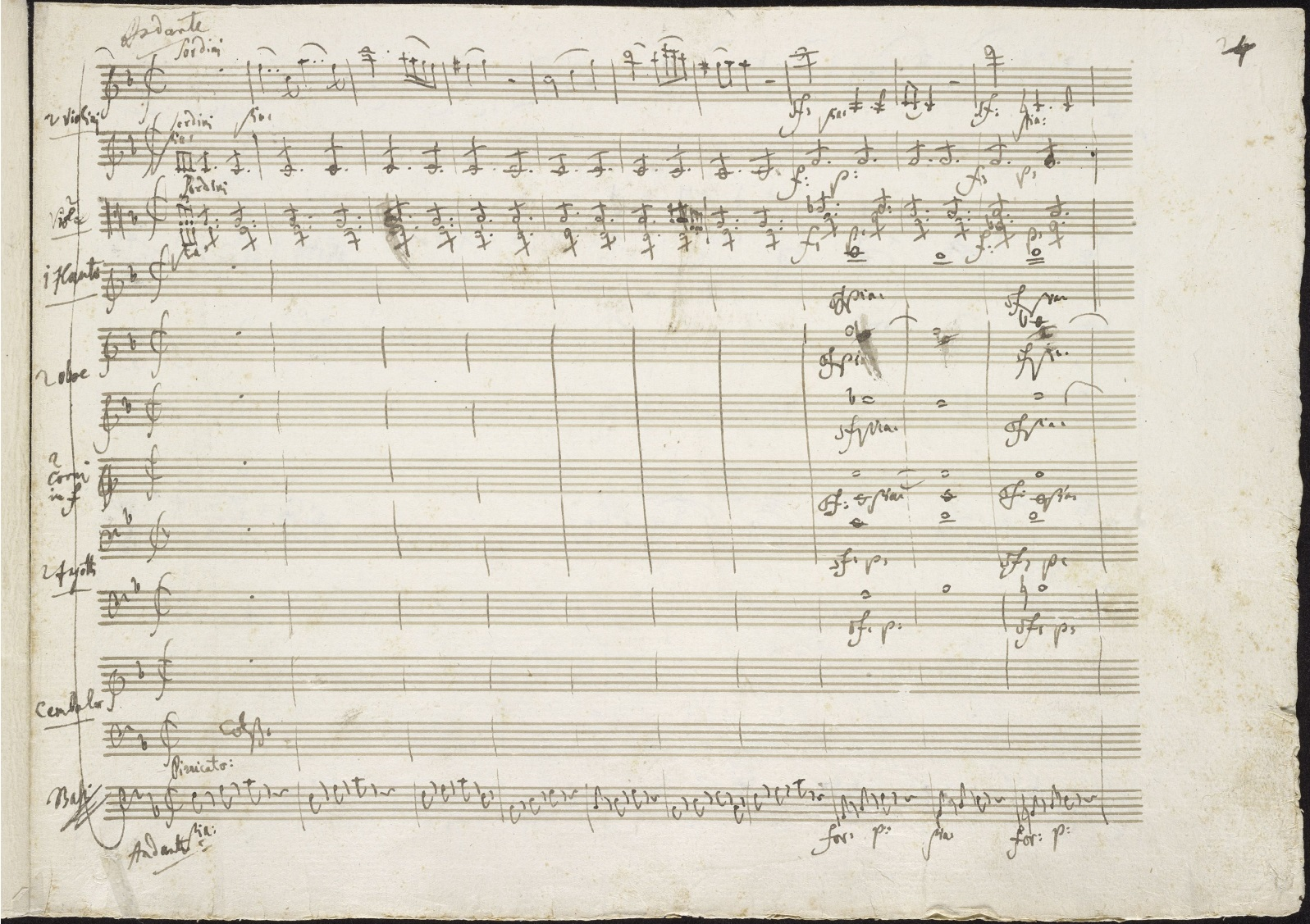
Comienzo del 2º movimiento
(manuscrito autógrafo).

2. Andante en fa mayor
El andante se inicia con una figuración de tresillo en el bajo soportando una melodía lánguida. Luego de una exposición reposada de la orquesta, el solista retoma el tresillo y comparte la melodía con el conjunto. Hay breves momentos de "tristeza", pero en general el tono del movimiento es brillante y calmo.
3. Allegro vivace assai
El rondó final se inicia con la orquesta presentando un alegre y "saltarín" tema. Luego de una breve cadenza, el piano se une y elabora un poco más los temas. En apariencia el estilo es de pregunta-respuesta, con un intercambio fluido de roles por parte del piano y el conjunto. El solista usa las escalas y los arpegios para adornar los temas y una corta cadenza que transita a un tema principal. El tema principal se presenta una vez más, llevando el movimiento en sentido ascendente que termina en una nota triunfante.